# Ferrato sódico
El Ferrato sódico es un compuesto químico de fórmula Na2FeO4. Es una sal del ácido férrico, cuya obtención es bastante difícil. Mayoritariamente, en los compuestos de hierro, el metal tiene un estado de oxidación de +2 o +3. El ácido férrico, con un estado de oxidación de +6, es extremadamente inestable y no existe bajo condiciones ambientales. De la misma manera, sus sales como el ferrato sódico suelen tender a ser inestables también. Reflejando su estado de oxidación máximo, FeO42- es un potente agente oxidante.

## Síntesis
La síntesis de ferrato sódico (VI) es muy delicada debido a la inestabilidad del ferrato debido a su gran poder oxidativo.
Los métodos de síntesis del ferrato (VI) son: térmico, químico y electroquímico. El método térmico requiere normalmente el uso de altas temperaturas (alrededor de 800 °C) y usualmente posee una baja eficacia (50%). El método químico requiere de varias fases y un número elevado de compuestos químicos. Y el método electroquímico, en comparación con los otros dos métodos mencionados, posee ventajas cómo la pureza del producto obtenido, el uso de pocos disolventes y el uso de un electrón como agente oxidante.

### Oxidación química en solución
Con esta metodología una solución de Fe(III) es oxidada en presencia de NaOH y convertida en Fe(VI)O42-. Sin embargo, éste compuesto se degrada rápidamente, y es necesario realizar procesos extras cómo el “secuestro”, el “lavado” y el “secado” para obtener productos más estables.
Otro inconveniente que se puede encontrar en esta metodología está relacionado con el aislamiento y la obtención de productos secos provenientes de dicha solución, debido a la alta solubilidad del Na2FeO4 en una solución saturada de NaOH. Mediante una modificación del procedimiento haciendo pasar gas cloruro a través de la solución trivalente de hierro saturada con NaOH, se puede obtener un 41.38% compuesto seco  Na2FeO4.
La oxidación en solución ha sido extensamente usada por varios investigadores para producir ferrato sólido o líquido, especialmente ferrato sódico y potásico (VI) (Na2FeO4 and K2FeO4). Generalmente, se necesita: una fuente de iones de hierro tanto sales ferrosas (FeII) como férricas (FeIII), hipoclorito cálcico, sódico (Ca(ClO)2, NaClO), tiosulfato de sodio (Na2S2O3) o cloro (Cl2) como agentes oxidantes y, finalmente, hidróxido, carbonato sódicos (NaOH, NaCO3) o hidróxido potásico (KOH) para incrementar el pH de la solución.

### Electroquímica
El método electroquímico requiere el uso de un ion anódico disuelto en una celda de electrólisis que contiene una solución alcalina fuerte (NaOH o KOH) o un electrodo inerte en una solución de Fe(III) y con una corriente eléctrica produciendo la oxidación del hierro a Fe(VI).El principio básico se muestra en las ecuaciones 1-4.
Reacción anódica: 
Fe0(s) + OH-(aq) → FeO42-(aq) + 4H2O(aq) + 6e-     (1)
Reacción catódica: 
3H2O(aq) → H20(g) + 4H2O(aq) + 6e-     (2)
Reacciones finales: 
Fe0(s) + 2OH-(aq) → FeO42-(aq) + 3H20(g) + 4H2O(aq)     (3)
FeO42-(aq) + 2Na+(aq) → Na2FeO4(aq)     (4)
La primera síntesis electroquímica de ferrato (VI) se produjo alrededor de 1841, la cual es una de las rutas más fáciles para obtener ferrato sódico a partir de soluciones sin impurezas. Después, investigadores han realizado diversos experimentos en diferentes entornos alcalinos con varias concentraciones de NaOH, diferentes densidades de corriente, temperatura, y intervalos de electrólisis. Se descubrió que el incremento de temperatura podría incrementar la eficiencia de la oxidación, pero este comportamiento sólo es aplicable hasta cierta temperatura (más o menos unos 60 °C). 
La intensidad del corriente eléctrico, el material del electrodo anódico, y el tipo y concentración del electrolito afecta significativamente a la producción de ferrato (VI). Grandes cantidades de carbono en el electrodo anódico puede incrementar también la producción de ferrato (VI). Eficiencias por encima del 70% pueden ser logradas usando electrodos de hierro o plata que contienen un 0.9% de carbono. Los mejores datos de producción de ferrato (VI) han sido usando un electrodo de hierro con una pureza del 99.99% y a temperaturas alrededor de 30 - 60 °C mediante corriente AC.

### Oxidación seca
Actualmente, se conocen dos metodologías para la oxidación en seco del ferrato sódico: 
- La primera supone la oxidación del peróxido de sodio a 370 °C en ausencia de dióxido de carbono. El resultado de esta metodología es la producción de FeO54- que contiene compuestos que se hidrolizan inmediatamente a FeO42- o iones tetraédricos en disolución con agua mientras adoptan un color rojo-violeta tal y cómo se muestra en la ecuación 5.

FeO54-(aq) + 4H2O(aq) → FeO42-(aq)     (5)
- La segunda se basa en el calentamiento de los restos del proceso de galvanización junto con el óxido de hierro en un horno con una temperatura hasta los 800 °C. Los restos de la galvanización y el óxido de hierro en combinación con el peróxido de sodio fueron fundidos e inmediatamente enfriados para producir ferrato sódico (VI), tal y cómo se ilustra en la siguiente ecuación 6:

Fe2O3(s) + 3Na2O2(s) → 2Na2FeO4(s) + Na2O(s)     (6)
Los dos métodos son peligrosos y difíciles de manipular debido al uso de elevadas temperaturas y, asimismo, el posible riesgo de explosiones. 

## Propiedades
Conforme a las propiedades físicas que éste compuesto posee, éstas pueden ser descritas cómo similares a las que posee el ferrato potásico: un sólido cristalino oscuro que se disuelve en agua para formar una solución de color rojo-violeta. Sin embargo, el ferrato sódico posee menos viscosidad con respecto al ferrato potásico. Es un compuesto difícil de aislar en estado sólido mediante los tradicionales métodos de cristalización como, por ejemplo, precipitación por calentamiento/enfriamiento de la solución debido a la facilidad que posee a descomponerse.
Respecto a sus propiedades químicas, el ferrato sódico es un oxidante muy fuerte, más fuerte y reactivo que el ferrato potásico. Su potencial de redox en medio ácido llega a 2.2 V, el cual es más fuerte que los compuestos comúnmente usados para el tratamiento de aguas cómo el ozono (2.08 V), el peróxido de hidrógeno (1.78 V) o el permanganato potásico (1.68 V). Además, también puede actuar cómo coagulante de compuestos de polución indeseados en aguas residuales haciendo que precipiten como partículas grandes sin llegar a descomponer en compuestos tóxicos.

## Aplicaciones
Debido a sus propiedades y al hecho de que no genera subproductos tóxicos para el medio ambiente el ferrato sódico puede ser usado en el proceso del tratamiento de aguas. En dicho tratamiento puede actuar como: 
- Agente oxidante: promoviendo la oxidación de especies orgánicas en complejos metálicos.

- Coagulador: permite quitar compuestos de polución inorgánicos como metales pesados, sales inorgánicas, oligoelementos y complejos metálicos.

- Desinfectante: destruye patógenos humanos incluyendo virus, esporas, bacterias y protozoos.

Además de eso, el ferrato sódico también puede suprimir el color, olor y los aceites de polímeros y plásticos lo cual le permite ser un compuesto adecuado para el reciclaje y a la vez ser una alternativa a los procesos tradicionales como la aireación o el esparcimiento. 

## Manipulación
Seguridad
El ferrato de sodio y sus productos de descomposición son no-tóxicos. Sin embargo, el ferrato sódico en estado sólido no debe mantenerse en contacto con compuestos orgánicos inflamables.   
Almacenamiento
El ferrato de sodio en estado sólido se debe guardar en un espacio oscuro, sin acceso al aire. Idealmente, se debería guardar en vacío o bajo un gas inerte. 
Las soluciones de ferrato de sodio se pueden manipular en condiciones normales, pero se deben guardar en frío y no por períodos largos de tiempo.